# Ronde van België 2011
De 81e editie van de Ronde van België, ook Bank van De Post Ronde van België, werd van 24 tot en met 29 mei verreden. De Ronde van België 2011 maakte deel uit van de UCI Europe Tour 2011 in de categorie 2.HC.

## Deelnemende ploegen
Er namen 21 teams van elk acht renners deel aan deze editie, dus 168 in totaal.
| 7 UCI-World Tour-ploegen | 7 Professionele continentale wielerploegen | 7 Continentale wielerploegen       |
| Team Katjoesja           | Landbouwkrediet                            | An Post-Sean Kelly                 |
| Quick Step               | Topsport Vlaand.-Mercator                  | BKCP-Powerplus                     |
| Pro Team Astana          | Verandas Willems-Accent                    | Donckers Koffie-Jelly Belly        |
| Rabobank                 | Skil-Shimano                               | Jong Vlaanderen-Bauknecht          |
| BMC Racing Team          | Cofidis                                    | Sunweb-Revor                       |
| Omega Pharma-Lotto       | Saur-Sojasun                               | Telenet-Fidea                      |
| Vacansoleil-DCM          | Acqua & Sapone                             | Wallonie Bruxelles-Crédit Agricole |

## Etappe-overzicht
| etappe | datum  | start              | finish             | afstand  | winnaar          | klassementsleider |
| ------ | ------ | ------------------ | ------------------ | -------- | ---------------- | ----------------- |
| 1e     | 25 mei | Proloog Buggenhout | Proloog Buggenhout | 5,6 km   | Lieuwe Westra    | Lieuwe Westra     |
| 2e     | 26 mei | Lochristi          | Knokke-Heist       | 162,5 km | André Greipel    | André Greipel     |
| 3e     | 27 mei | Knokke-Heist       | Ieper              | 187,8 km | Aidis Kruopis    | Philippe Gilbert  |
| 4e     | 28 mei | Bertem             | Eupen              | 202,0 km | Philippe Gilbert | Philippe Gilbert  |
| 5e     | 29 mei | Oerle              | Putte              | 169,4 km | André Greipel    | Philippe Gilbert  |

## Eindstanden
| Plaats        | Naam              | Ploeg              | Tijd      |
| ------------- | ----------------- | ------------------ | --------- |
| Zilveren trui | Philippe Gilbert  | Omega Pharma-Lotto | 16u48'46" |
| 2             | Greg Van Avermaet | BMC Racing Team    | +00' 20"  |
| 3             | Björn Leukemans   | Vacansoleil-DCM    | +00' 36"  |
| 4             | Bert De Waele     | Landbouwkrediet    | +01' 03"  |
| 5             | Pim Ligthart      | Vacansoleil-DCM    | +01' 16"  |
| 6             | Niki Terpstra     | Quick Step         | +01' 19"  |
| 7             | Maarten Wynants   | Rabobank           | +01' 21"  |
| 8             | Joost van Leijen  | Vacansoleil-DCM    | +01' 29"  |
| 9             | Jens Keukeleire   | Cofidis            | +03' 12"  |
| 10            | Maxime Vantomme   | Team Katjoesja     | +03' 26"  |

| Plaats    | Naam             | Ploeg              | Punten |
| --------- | ---------------- | ------------------ | ------ |
| Gele trui | André Greipel    | Omega Pharma-Lotto | 71     |
| 2         | Philippe Gilbert | Omega Pharma-Lotto | 71     |
| 3         | Aidis Kruopis    | Landbouwkrediet    | 65     |
|           |                  |                    |        |
| 4         | Pim Ligthart     | Vacansoleil-DCM    | 55     |
| 6         | Tom Boonen       | Quick Step         | 44     |

| Plaats    | Naam             | Ploeg              | Punten |
| --------- | ---------------- | ------------------ | ------ |
| Rode trui | Marcus Burghardt | BMC Racing Team    | 24     |
| 2         | Michael Schär    | BMC Racing Team    | 21     |
| 3         | Graeme Brown     | Rabobank           | 16     |
|           |                  |                    |        |
| 4         | Philippe Gilbert | Omega Pharma-Lotto | 16     |
| 7         | Pim Ligthart     | Vacansoleil-DCM    | 8      |

| Plaats     | Naam            | Ploeg           | Punten    |
| ---------- | --------------- | --------------- | --------- |
| Witte trui | Pim Ligthart    | Vacansoleil-DCM | 16u50'02" |
| 2          | Jens Keukeleire | Cofidis         | +01' 36"  |
| 3          | Maxime Vantomme | Katjoesja       | +02' 10"  |

| Plaats | Ploeg           | Tijd      |
| ------ | --------------- | --------- |
|        | Vacansoleil-DCM | 50u29'14" |
| 2      | Astana          | +03' 01"  |
| 3      | Team Katjoesja  | +04' 59"  |